# Apremont (Ain)
Pour les articles homonymes, voir Apremont.
Apremont est une commune française située dans le département de l'Ain, en région Auvergne-Rhône-Alpes.

## Géographie
Commune située à mi-chemin entre Nantua et Oyonnax. Son territoire communal, 1 456 ha, est délimité par les communes de Bellignat, Oyonnax, Charix, Nantua, Montréal-la-Cluse, Martignat et Groissiat.
La commune est composée de plusieurs villages, mais aucun d'entre eux ne porte le nom d'« Apremont » :
- Petit Vallon (chef-lieu de la commune) ;
- Grand Vallon ;
- la Gotette ;
- Ablatrix,

auxquels il faut ajouter quelques fermes isolées : les Éterres, le Cri, Molet.

### Communes limitrophes
| Bellignat            | Oyonnax  | Échallon |
| Groissiat, Martignat | Apremont |          |
| Montréal-la-Cluse    | Charix   | Plagne   |

### Climat
Pour des articles plus généraux, voir Climat d'Auvergne-Rhône-Alpes et Climat de l'Ain.
En 2010, le climat de la commune est de type climat de montagne, selon une étude du CNRS s'appuyant sur une série de données couvrant la période 1971-2000. En 2020, Météo-France publie une typologie des climats de la France métropolitaine dans laquelle la commune est exposée à un climat de montagne ou de marges de montagne et est dans la région climatique Jura, caractérisée par une forte pluviométrie en toutes saisons (1 000 à 1 500 mm/an), des hivers rigoureux et un ensoleillement médiocre.
Pour la période 1971-2000, la température annuelle moyenne est de 7,7 °C, avec une amplitude thermique annuelle de 16,1 °C. Le cumul annuel moyen de précipitations est de 1 918 mm, avec 12,5 jours de précipitations en janvier et 9,8 jours en juillet. Pour la période 1991-2020, la température moyenne annuelle observée sur la station météorologique de Météo-France la plus proche, sur la commune de Giron à 9 km à vol d'oiseau, est de 8,4 °C et le cumul annuel moyen de précipitations est de 1 672,4 mm,. Pour l'avenir, les paramètres climatiques de la commune estimés pour 2050 selon différents scénarios d'émission de gaz à effet de serre sont consultables sur un site dédié publié par Météo-France en novembre 2022.

## Urbanisme

### Typologie
Au 1er janvier 2024, Apremont est catégorisée commune rurale à habitat dispersé, selon la nouvelle grille communale de densité à 7 niveaux définie par l'Insee en 2022.
Elle est située hors unité urbaine. Par ailleurs la commune fait partie de l'aire d'attraction d'Oyonnax, dont elle est une commune de la couronne,. Cette aire, qui regroupe 40 communes, est catégorisée dans les aires de 50 000 à moins de 200 000 habitants,.

### Occupation des sols
L'occupation des sols de la commune, telle qu'elle ressort de la base de données européenne d’occupation biophysique des sols Corine Land Cover (CLC), est marquée par l'importance des forêts et milieux semi-naturels (65,6 % en 2018), une proportion sensiblement équivalente à celle de 1990 (66,3 %). La répartition détaillée en 2018 est la suivante : 
forêts (65,6 %), prairies (27,2 %), zones agricoles hétérogènes (5,4 %), zones urbanisées (1,8 %).
L'évolution de l’occupation des sols de la commune et de ses infrastructures peut être observée sur les différentes représentations cartographiques du territoire : la carte de Cassini (XVIIIe siècle), la carte d'état-major (1820-1866) et les cartes ou photos aériennes de l'IGN pour la période actuelle (1950 à aujourd'hui).

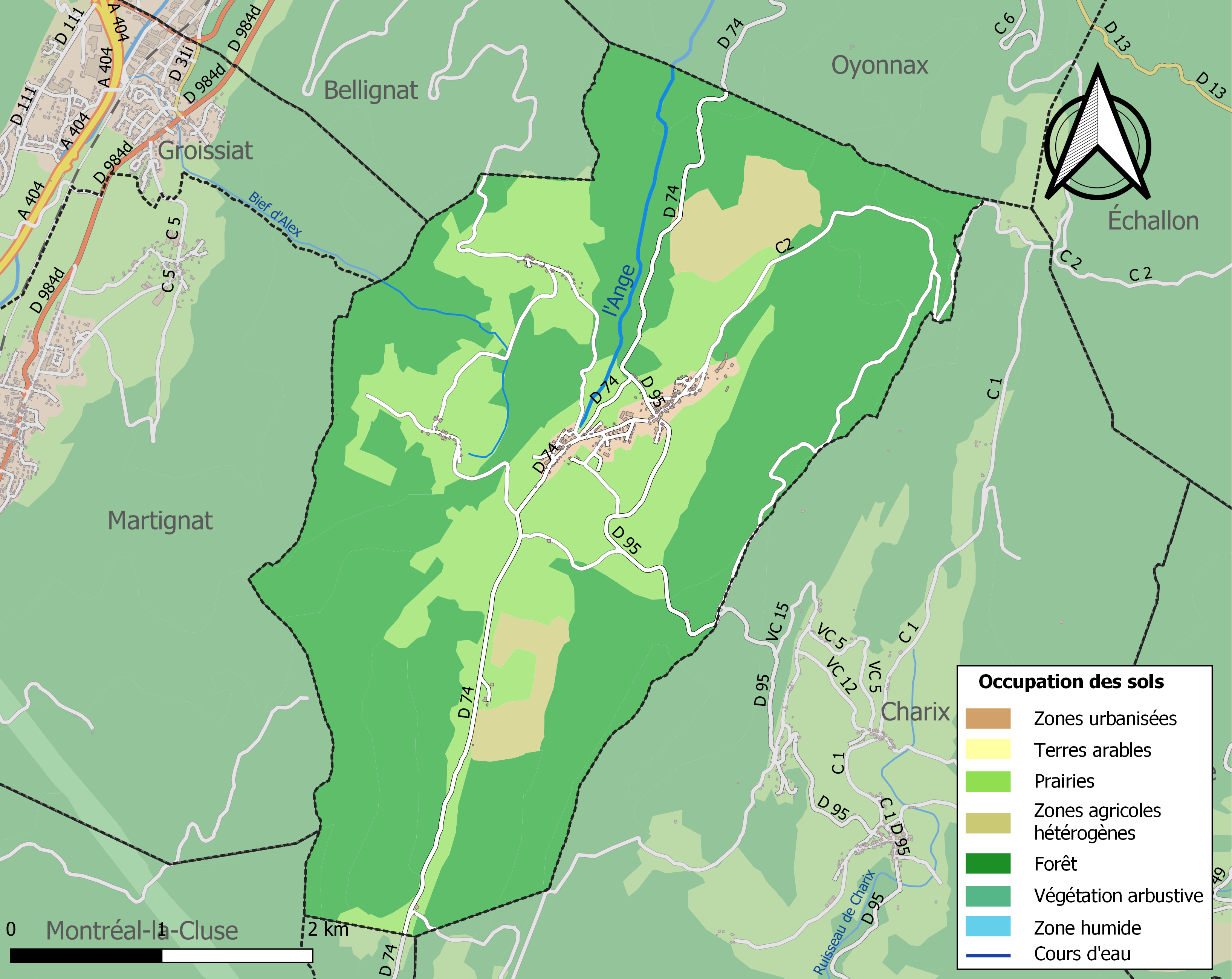
Carte des infrastructures et de l'occupation des sols de la commune en 2018 (CLC).

## Toponymie
Le nom de la localité est attesté sous la forme latine Apud Asperum Montem en 1227.
Un travail ancien de Michel Roblin indique que les Apremont font partie des noms de grands domaines gallo-romains dont le radical est formé par un mot commun exprimant une idée de relief. Deux hypothèses sont possibles : à l’origine ce nom n’aurait pas caractérisé un lieu habité, mais seulement un quartier du domaine. S’il désigne aujourd’hui un lieu habité, cet habitat n’est pas originel. Dans l’autre cas, ce nom a désigné originellement un fundus.
En réalité, l'utilisation d'appellatifs romans tel mont dans la toponymie française est rarement antérieure au Haut Moyen Âge (VIe siècle - VIIe siècle). C'est pourquoi Ernest Nègre voit dans Apremont un composé franco-provençal en -mont « mont » et aspre au sens d'« escarpé », il est suivi en cela par d'autres toponymistes[réf. incomplète], d'où le sens global de « mont escarpé » ou de « montagne, montée rude » ou « raide ».
Remarque : l'antéposition de l'adjectif était plus fréquente en français et en franco-provençal qu'aujourd'hui en français, cela explique pourquoi l'élément Apre- (anciennement Aspre) est placé avant -mont comme c'est encore le cas pour l'adjectif bel, beau que l'on retrouve dans les types toponymiques Belmont et Beaumont qui signifient « beau mont ».

## Politique et administration

### Découpage territorial
La commune d'Apremont est membre de l'intercommunalité Haut-Bugey Agglomération, un établissement public de coopération intercommunale (EPCI) à fiscalité propre créé le 1er janvier 2014 dont le siège est à Oyonnax. Ce dernier est par ailleurs membre d'autres groupements intercommunaux.
Sur le plan administratif, elle est rattachée à l'arrondissement de Nantua, au département de l'Ain et à la région Auvergne-Rhône-Alpes. Sur le plan électoral, elle dépend du  canton de Nantua pour l'élection des conseillers départementaux, depuis le redécoupage cantonal de 2014 entré en vigueur en 2015, et de la cinquième circonscription de l'Ain  pour les élections législatives, depuis le dernier découpage électoral de 2010.

### Administration municipale
| Période                                  | Période  | Identité           | Étiquette | Qualité  |
| ---------------------------------------- | -------- | ------------------ | --------- | -------- |
| 1995                                     | 2001     | Jean-Pierre Girard |           |          |
| 2001                                     | 2008     | Charles Sonthonnax |           |          |
| 2008                                     | 2020     | Jean-Pierre Girard | SE        | Retraité |
| mai 2020                                 | En cours | Claude Doche       | SE        | Retraité |
| Les données manquantes sont à compléter. |          |                    |           |          |

## Démographie

### Évolution démographique
L'évolution du nombre d'habitants est connue à travers les recensements de la population effectués dans la commune depuis 1793. Pour les communes de moins de 10 000 habitants, une enquête de recensement portant sur toute la population est réalisée tous les cinq ans, les populations de référence des années intermédiaires étant quant à elles estimées par interpolation ou extrapolation. Pour la commune, le premier recensement exhaustif entrant dans le cadre du nouveau dispositif a été réalisé en 2007.

En 2022, la commune comptait 399 habitants, en évolution de +4,18 % par rapport à 2016 (Ain : +5,15 %, France hors Mayotte : +2,11 %).
| 1793 | 1800 | 1806 | 1821 | 1831 | 1836 | 1841 | 1846 | 1851 |
| ---- | ---- | ---- | ---- | ---- | ---- | ---- | ---- | ---- |
| 433  | 499  | 491  | 405  | 418  | 431  | 417  | 394  | 369  |

| 1856 | 1861 | 1866 | 1872 | 1876 | 1881 | 1886 | 1891 | 1896 |
| ---- | ---- | ---- | ---- | ---- | ---- | ---- | ---- | ---- |
| 361  | 383  | 358  | 348  | 334  | 308  | 294  | 298  | 314  |

| 1901 | 1906 | 1911 | 1921 | 1926 | 1931 | 1936 | 1946 | 1954 |
| ---- | ---- | ---- | ---- | ---- | ---- | ---- | ---- | ---- |
| 338  | 306  | 287  | 236  | 201  | 207  | 218  | 205  | 187  |

| 1962 | 1968 | 1975 | 1982 | 1990 | 1999 | 2006 | 2007 | 2012 |
| ---- | ---- | ---- | ---- | ---- | ---- | ---- | ---- | ---- |
| 176  | 148  | 200  | 279  | 341  | 329  | 333  | 333  | 385  |

| 2017 | 2022 | - | - | - | - | - | - | - |
| ---- | ---- | - | - | - | - | - | - | - |
| 376  | 399  | - | - | - | - | - | - | - |

## Culture et patrimoine

### Lieux et monuments
- Vestiges du château d'Apremont : édifié à la fin du XIIIe siècle par les sires de Thoire et Villars sur un monticule dénudé. Il avait pour fonction de tenir en respect les prieurs de Nantua ou leurs vassaux d’Échallon, de Charix, de Belleydoux et de Saint-Germain. En 1402, il est vendu au comte de Savoie, puis passe aux Mareste de Mondragon puis aux Tocquet de Montgriffon. Il fut pris et incendié lors de la guerre de Dix Ans, en 1640 par les partisans comtois.
- Église Saint-André d'Apremont.

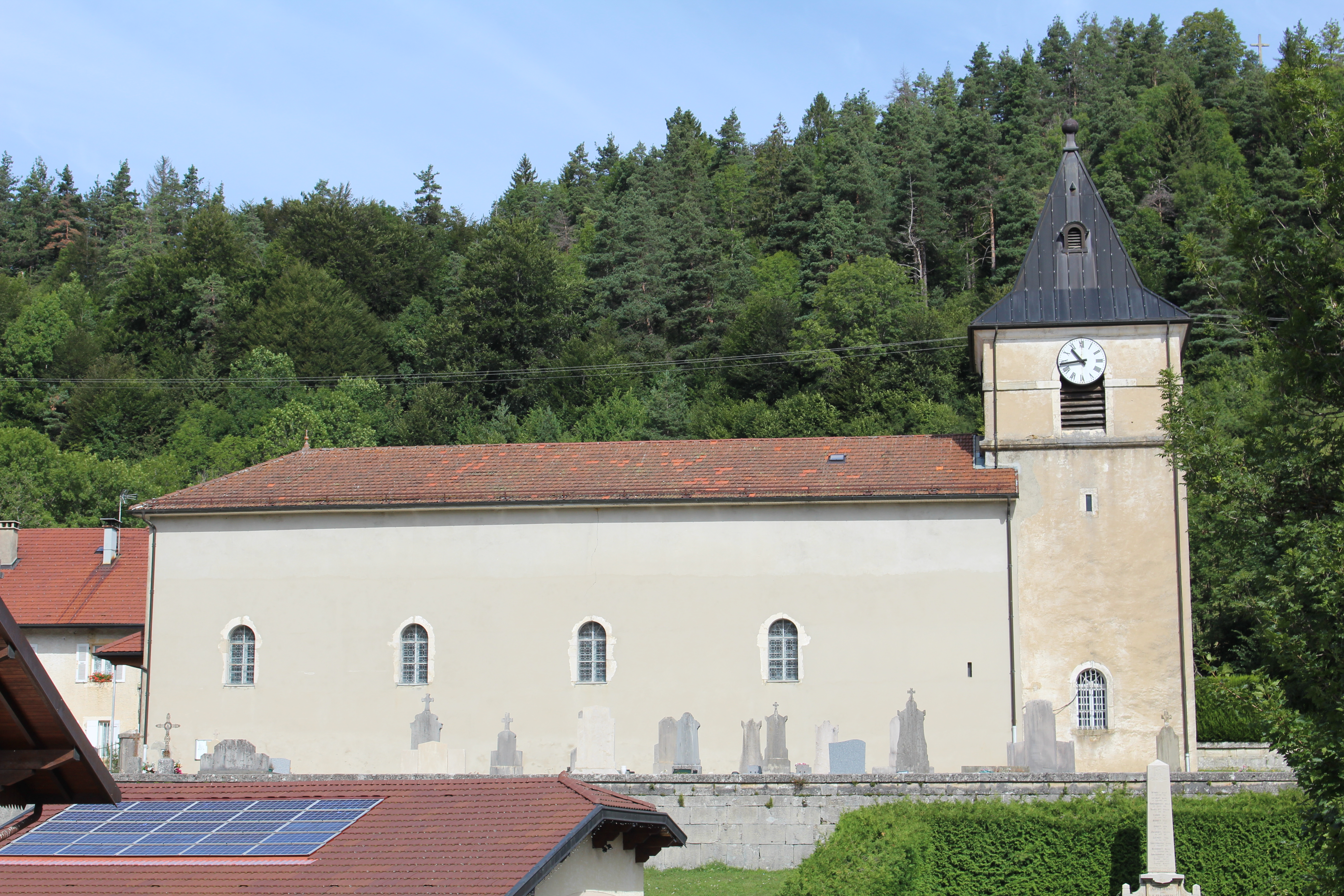
Vue de l'église Saint-André.
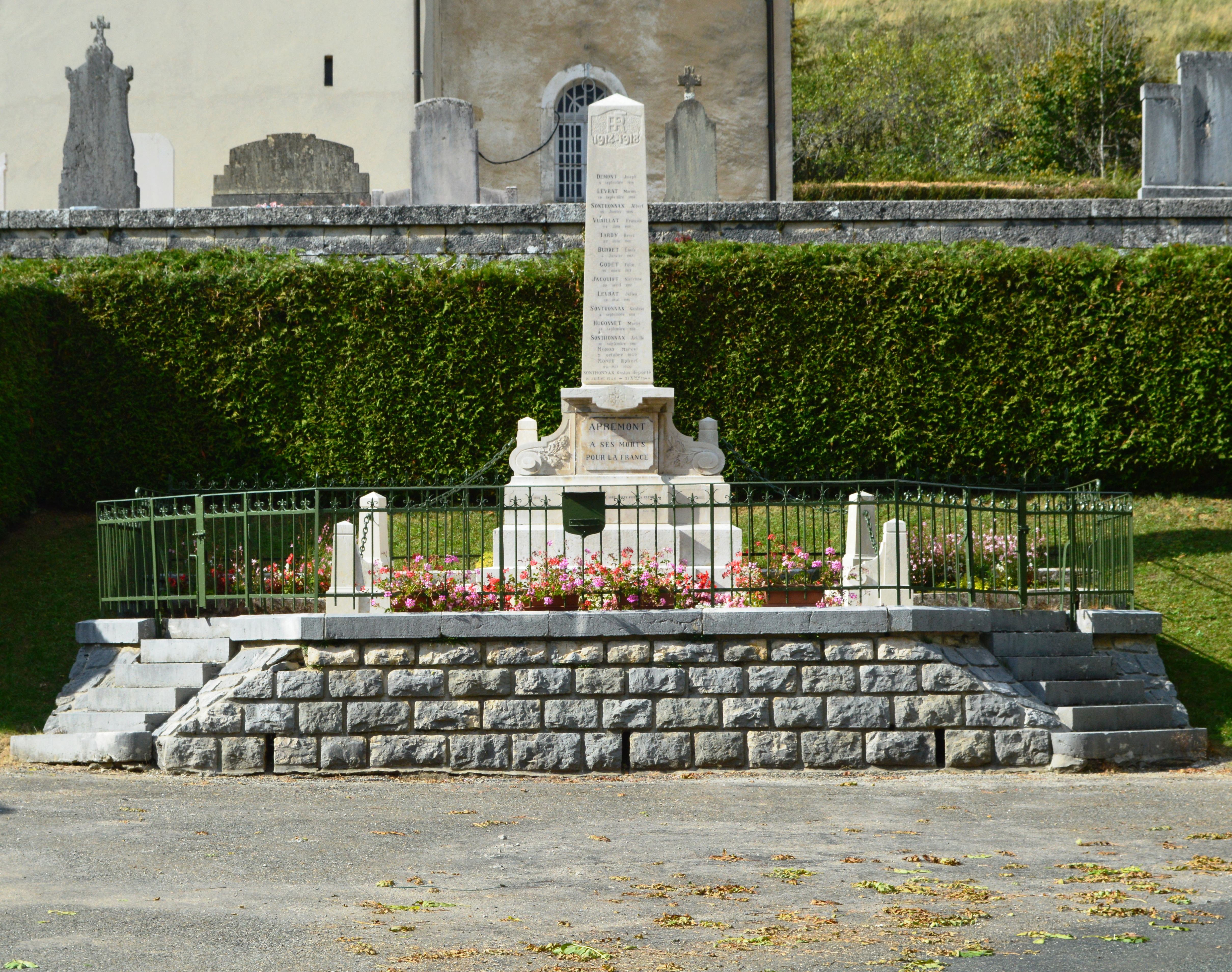
Monument aux morts du village.

### Personnalités liées à la commune
- L'abbé Gringoz (1880-1962), a été le curé d'Apremont.